# Erechthias pelotricha
Erechthias pelotricha är en fjärilsart som beskrevs av Edward Meyrick 1926. Erechthias pelotricha ingår i släktet Erechthias och familjen äkta malar. Inga underarter finns listade i Catalogue of Life.